# Marie-Joseph Lagrange
Marie-Joseph Lagrange (7 de març de 1855 - † 10 de març de 1938) fou un teòleg francès de l'Orde de Predicadors i fundador de l'Escola bíblica i arqueològica francesa de Jerusalem.
De naixement Albert Lagrange, fou educat en un entorn intel·lectual i burgès. El seu pare era un catòlic liberal, ço és, defensor de la democràcia en una època en què molts catòlics encara no donaven suport a la república. Amb deu anys entrà en un seminari. Allà va descobrir el seu interès per l'arqueologia i la geologia, encara que el seu pare volia que fos notari.